# بال‌زرشکی شلی
بال‌زرشکی شلی (نام علمی: Cryptospiza shelleyi) گونه‌ای آسیب‌پذیر از سهرهٔ ریز است که در بوروندی، شرق جمهوری دموکراتیک کنگو، رواندا و غرب اوگاندا در آفریقا یافت می‌شود. در چند دههٔ گذشته کاهش جمعیت را نشان داده است، با برآورد جمعیت کنونی 2500-9999. این احتمالاً مربوط به جنگل‌زدایی کنترل‌نشده است.